# Carucedo
Carucedo ist eine Gemeinde mit 483 Einwohnern (Stand: 2024) im nordwestlichen Zentral-Spanien in der Provinz León in der Autonomen Gemeinschaft Kastilien-León. Die Gemeinde besteht neben dem Hauptort Carucedo aus den Ortschaften La Barosa, Campañana, El Carril, Lago de Carucedo, Las Médulas und Villarrando.

## Geografie
Carucedo liegt etwa 110 Kilometer westlich von León in einer Höhe von ca. 515 m. Der Sil begrenzt die Gemeinde im Südwesten und Nordwesten.

## Bevölkerungsentwicklung
| Jahr        | 1900 | 1950 | 1970 | 1981 | 1991 | 2001 | 2011 | 2021 |
| ----------- | ---- | ---- | ---- | ---- | ---- | ---- | ---- | ---- |
| Einwohner   | 1607 | 1639 | 1180 | 871  | 712  | 669  | 659  | 513  |
| Quelle: INE |      |      |      |      |      |      |      |      |

## Sehenswürdigkeiten
- Marinenkirche von Carucedo
- Kirche von La Barosa

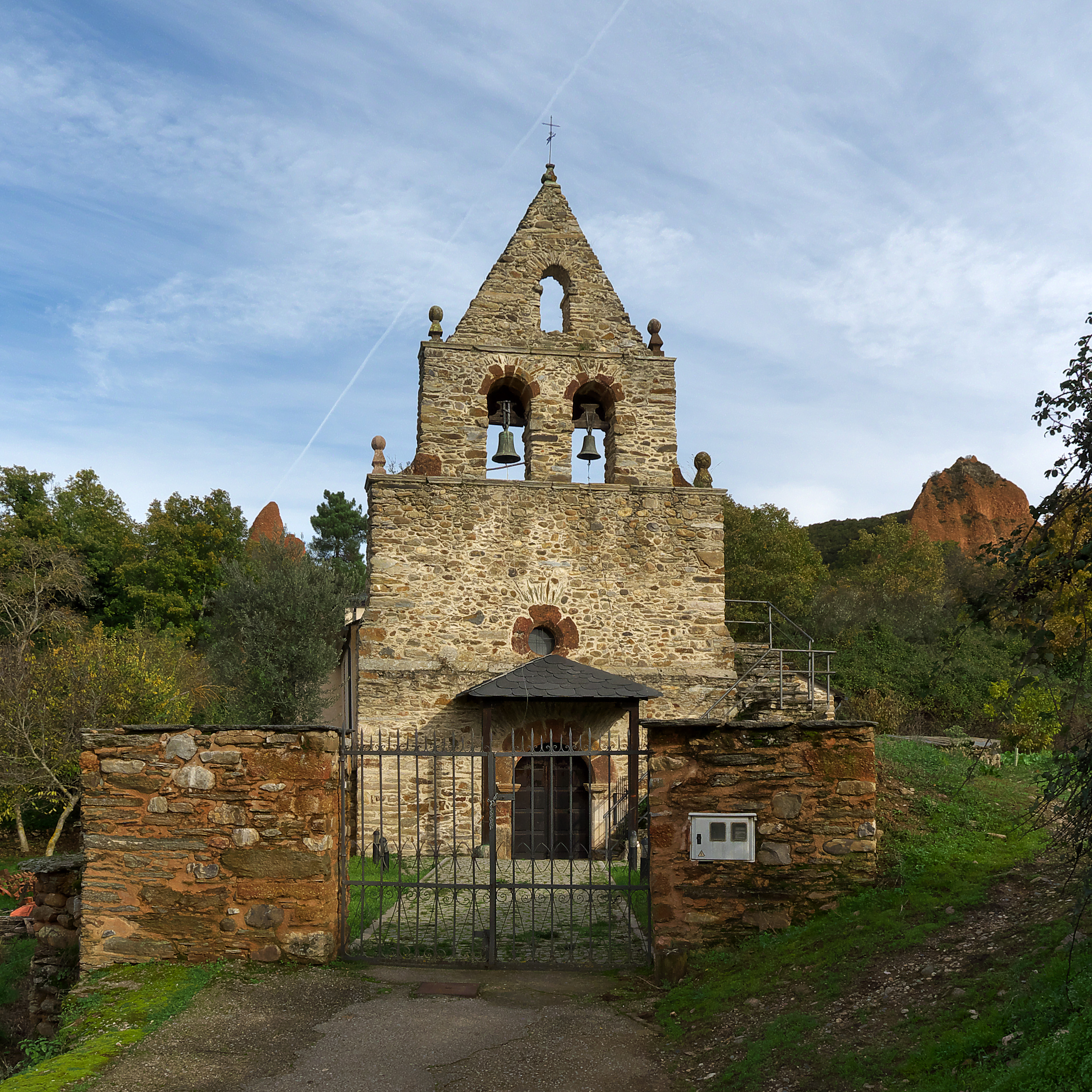
Marinenkirche
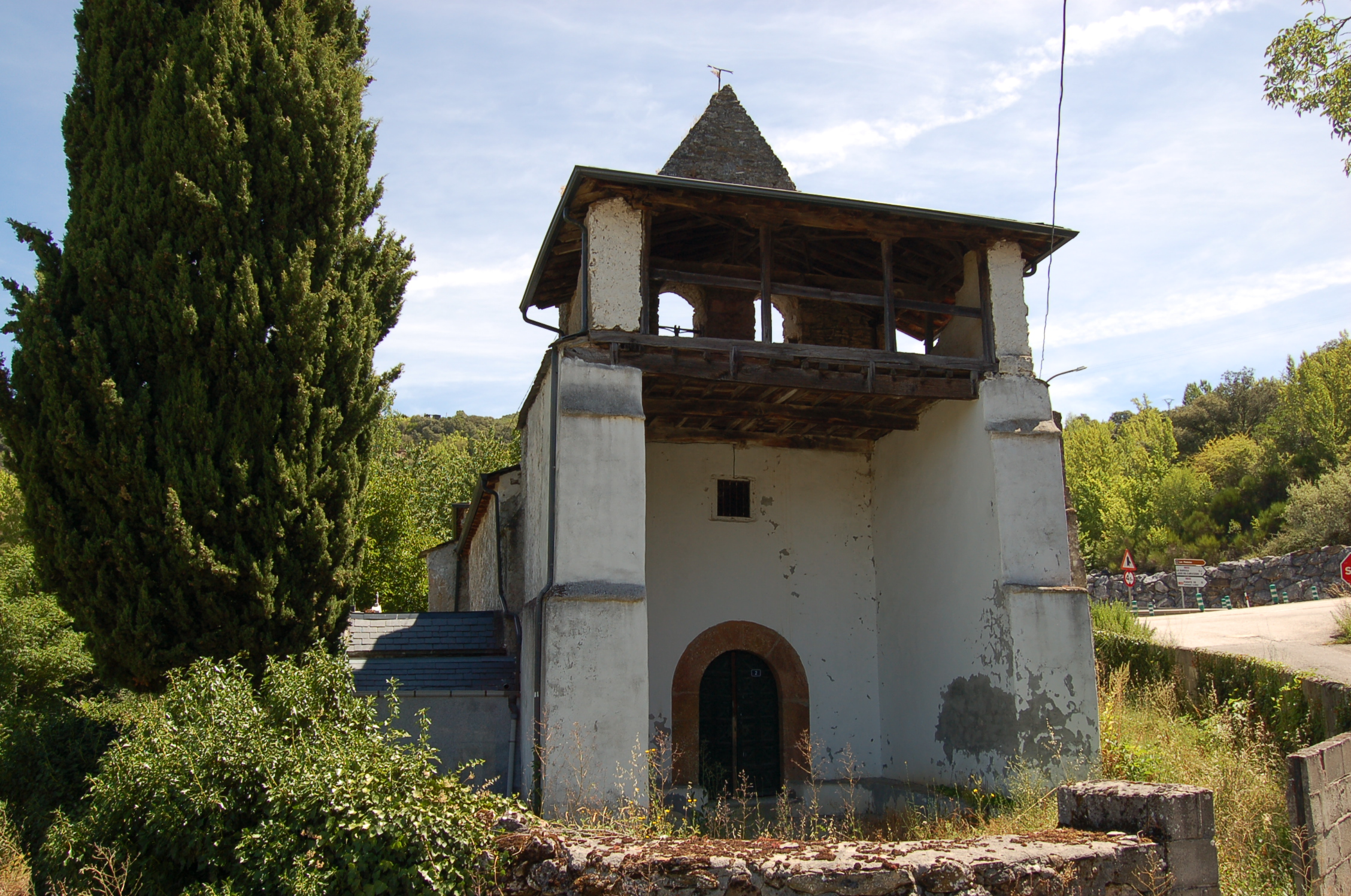
Kirche von La Barosa
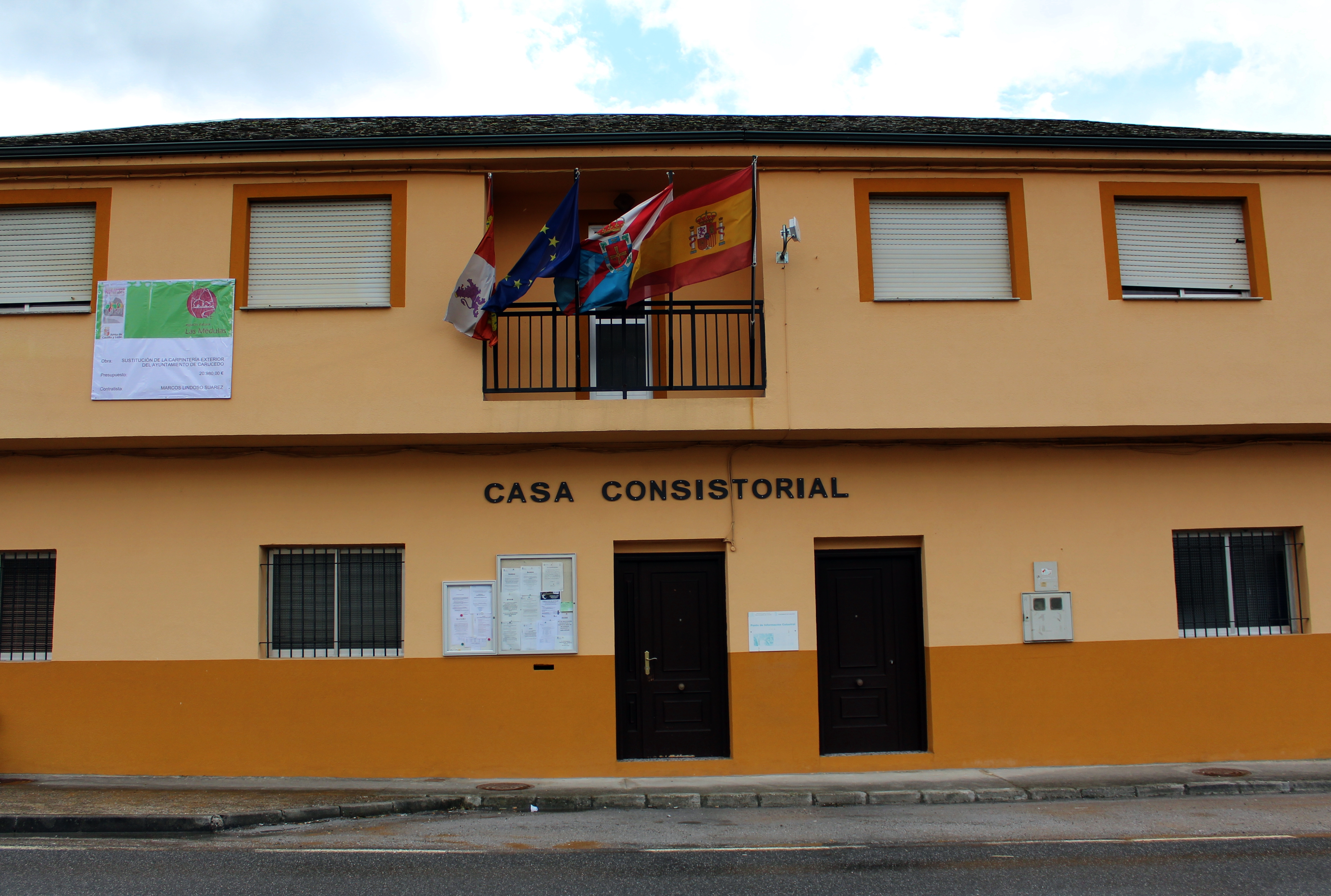
Rathaus

## Persönlichkeiten
- Benvenuto Diego Alonso y Nistal (1871–1938), römisch-katholischer Ordensgeistlicher, Apostolischer Vikar von Caroní